# ترافنكور-كوشين
كانت ترافانكور-كوشين أو ثيرو-كوتشي دولة قصيرة العمر في الهند (1949-1956). كان يطلق عليه في الأصل ولاية ترافانكور وكوشين المتحدة وتم إنشاؤها في 1 تموز يوليو 1949 من خلال اندماج مملكتين سابقتين، ترافانكور وكوشين مع ثيروفانانثابورام كعاصمة. تم تغيير اسمها إلى دولة ترافانكور كوشين في كانون الثاني يناير 1950.

## التاريخ
أصبح بارافور تي آر نارايانا بيلاي، رئيس وزراء الكونغرس في ترافانكور، رئيس وزراء ترافانكور كوشين. أجريت الانتخابات الأولى في عام 1951 وانتخب إيه جيه جون، أنابارامبيل من حزب المؤتمر رئيسًا للوزراء، وحكم حتى عام 1954.
تم تعيين حاكم ترافانكور كحاكم (المعروف باسم «راجبراموخ») ترافانكور كوشين. عُرض على مهراجا كوشين مخاطبة باسم ابراجابراموخ (لفب ملكي)، لكنه لم يكن يرغب في الحصول على أي لقب بعد تسليم السلطة. قال المهراجا بأدب أنه يجب تسمية العضو الأكبر في عائلة كوشين الملكية باسم فاليا ثامبوران والتخلي عن السلطات الملكية دون قيد أو شرط لصالح الشعب. بينما كان باتوم أ. ثانو بيلاي رئيس وزراء حزب براخا الاشتراكي في عام 1954، أطلق مؤتمر ترافانكور تاميل نادو حملة لدمج المناطق الناطقة باللغة التاميلية في جنوب ترافانكور مع المنطقة المجاورة لولاية مدراس. اتخذ الانقلاب منعطفًا عنيفًا وقتل مدنيون وشرطة محلية في مارثاندام وبوثوكادا، مما أدى إلى إبعاد السكان الناطقين التاميل بشكل لا يمكن إصلاحه من الاندماج في ترافانكور-كوتشين.
بموجب قانون إعادة تنظيم الدولة لعام 1956، تم دمج التالوكس الجنوبية الأربعة في ترافانكور، وهي تافولي واغاستيسورمو كالكولام وفيلافانكود وجزء من كينكوتا، تينكاسي تالوك ضمن ولاية مدراس. في 1 نوفمبر تشرين الثاني 1956 تم ضم ترافنكور-كوشين مع منطقة مالابار لولاية مدراس لتشكيل ولاية كيرالا الجديدة، مع حاكم معين من قبل رئيس الهند، كرئيس للدولة بدلاً من «راجابارموخ».

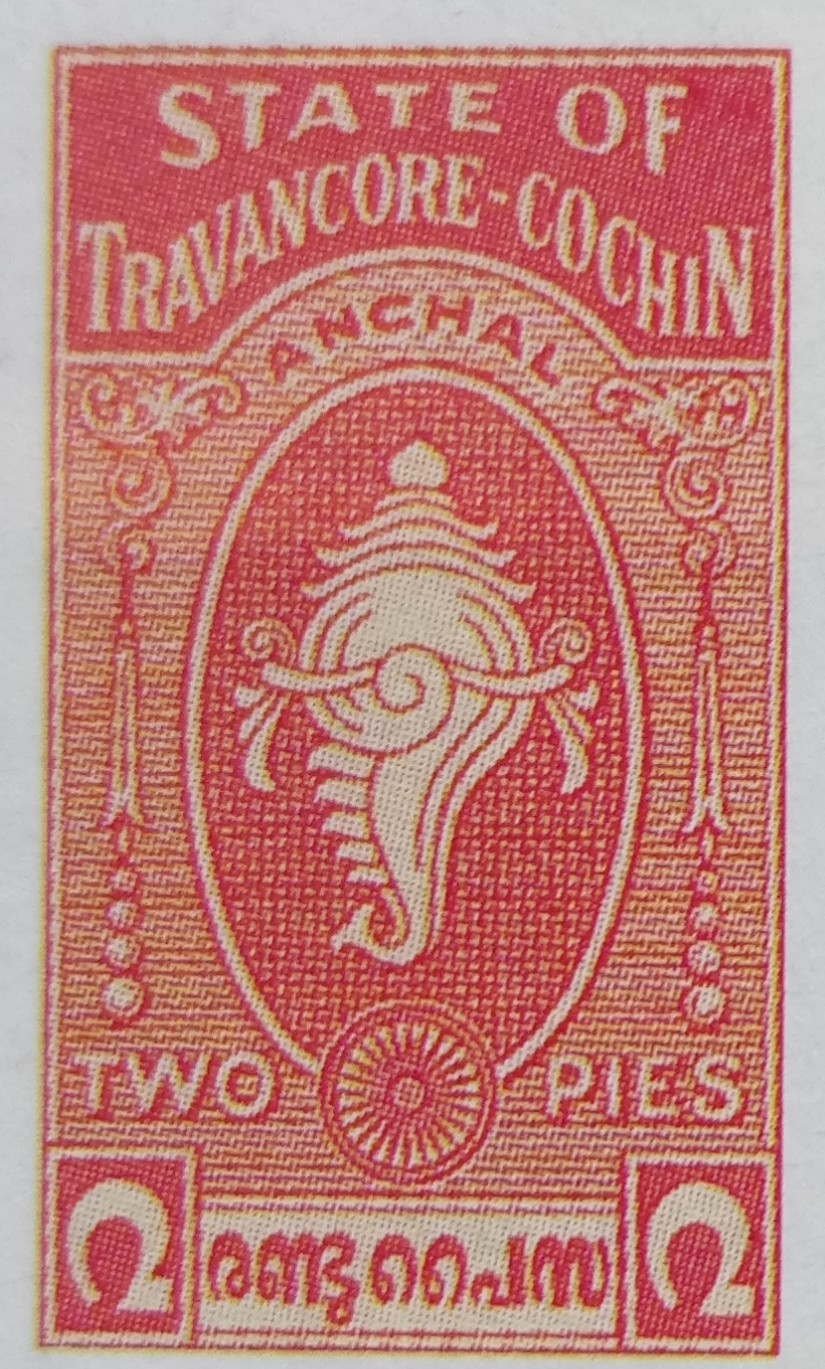
الطابع البريدي ترافانكور كوشين